# Feminism
Feminism (estilizado em minúsculas como feminism) é o terceiro álbum de estúdio da banda japonesa Kuroyume, lançado em 10 de maio de 1995 pela Toshiba EMI. É o primeiro álbum do grupo como uma dupla devido a saída de Shin e o primeiro a alcançar o topo das paradas da Oricon.

## Visão geral
O guitarrista Shin já não participava mais das gravações e shows da banda desde dezembro de 1994, e em fevereiro do ano seguinte o Kuroyume anunciou oficialmente que Shin deixou o grupo. Ele saiu por conta de divergências musicais e para focar em outra banda, a Vinyl. Com sua saída, a mídia começou a apresentar Kuroyume como uma dupla musical, fazendo eles terem de insistir que ainda são uma banda.
O primeiro single lançado do álbum é "Yasashii Higeki", em 8 de março, seguido por "Miss Moonlight" em 26 de abril. Foram temas de abertura dos programas de televisão Uso e Guruguru Ninety Nine, respectivamente. A turnê Tour Feminism Part 1 começou no dia do lançamento de Feminism, 10 de maio, e terminou com um show secreto em Nagoya em 13 de junho. Um DVD documentando esta primeira parte da turnê foi lançado em 29 de setembro, após a Tour Feminism Part 2 terminar. O álbum foi relançado em maio de 1998 com uma capa diferente, que mostra apenas o logo da banda e o título do álbum em um fundo branco, e relançado mais uma vez em 2009.
Feminism abrange canções mais pop e mainstream do que os trabalhos anteriores do Kuroyume, como os singles "Miss Moonlight" e "Yasashii Higeki", ainda que contenha a faixa de hardcore punk "Kamakiri" e o rock industrial de "Kaitō Jikken". O estilo visual kei suave e feminino da banda nesta época se tornou um fenômeno que influenciou bandas posteriores, sendo que o título Feminism representa a feminilidade, e não o movimento. Os músicos de apoio foram Soul Toul (bateria), Masahide Sakuma (guitarra) e Qumico Fucci (vocais adicionais).

## Recepção e legado
Feminism foi o primeiro álbum da banda a alcançar a primeira posição nas paradas da Oricon Albums Chart, permanecendo por oito semanas e vendendo 207,210 cópias enquanto na parada. Também foi o primeiro álbum da banda a ranquear na Billboard Japan, ficando em quinto lugar.
Foi eleito um dos melhores álbuns de 1989-1998 em uma edição de 2004 da revista musical Band Yarouze.
Em 2010, o THE Kanmuri e K-A-Z fizeram um cover de "Kamakiri" e o SID fez um cover de "Yasashii Higeki" para o álbum de tributo ao Kuroyume Fuck the Border Line. Em 2020, o vocalista Hazuki (lynch.), fez um cover de "Shijou no Yurikago" para seu álbum solo Souen -FUNERAL-.

## Faixas
Todas as letras escritas por Kiyoharu. 
| N.º            | Título                                                | Música                     | Duração |  |
| 1.             | "Shinzō" (心臓)                                       |                            | 1:35    |  |
| 2.             | "Kaitō Jikken" (解凍実験)                             | Hitoki                     | 2:57    |  |
| 3.             | "Feminism"                                            | Hitoki                     | 4:25    |  |
| 4.             | "Nemurenai hi ni Miru Tokei" (眠れない日に見る時計)   | Hitoki                     | 4:38    |  |
| 5.             | "Unlearned Man"                                       | Kiyoharu                   | 3:52    |  |
| 6.             | "Love Song"                                           | Hitoki                     | 4:20    |  |
| 7.             | "Shiro to Kuro" (白と黒)                              | Kiyoharu e Masahide Sakuma | 5:27    |  |
| 8.             | "Yasashii Higeki" (優しい悲劇)                        | Kiyoharu                   | 4:34    |  |
| 9.             | "Jōnetsu no Kage ―Silhouette―" (情熱の影―Silhouette―) | Kiyoharu e Hitoki          | 5:28    |  |
| 10.            | "Kuchizuke" (くちづけ)                                | Kiyoharu                   | 5:21    |  |
| 11.            | "Miss Moonlight"                                      | Kiyoharu                   | 3:47    |  |
| 12.            | "Kamakiri" (カマキリ)                                 | Hitoki                     | 3:23    |  |
| 13.            | "Happy Birthday"                                      | Kiyoharu                   | 4:22    |  |
| 14.            | "Shijō no Yuri Kago" (至上のゆりかご)                 | Kiyoharu e Masahide Sakuma | 4:52    |  |
| Duração total: | Duração total:                                        | Duração total:             | 59:07   |  |

## Ficha técnica
- Kiyoharu (清春) - vocal
- Hitoki (人時) - baixo
- Soul Toul - bateria
- Masahide Sakuma - guitarras adicionais, programação, teclado
- Qumico Fucci - vocais adicionais